# 陳海帆
陳海帆 （葡萄牙語：Chan Hoi Fan Sonia，1964年12月—），原籍廣東東莞，生於廣東廣州，為澳門特別行政區前任行政法務司司長，亦是澳門行政會委員。現任澳門特別行政區公共資產監督管理局局長。

## 生平
陳海帆生於廣州，1986年於廣州中山大學獲法律學士，及後於2000年取得中國人民大學刑法學碩士學位。
長期在澳門身份證明系統工作，曾任身份證明局刑事處處長、副局長等職，並曾一度兼任個人資料保護辦公室（個資辦）主任。
陳海帆在2019年12月20日後不再擔任行政法務司司長，轉任行政長官辦公室顧問。特區政府透過《第195/2019號行政長官批示》設立「澳門特別行政區公共資產監督規劃辦公室」項目組，行政長官賀一誠委任陳海帆兼任澳門特別行政區公共資產監督規劃辦公室主任。2024年2月1日起，“公共資產監督規劃辦公室”項目組升格為“公共資產監督管理局”，行政長官賀一誠委任陳海帆兼任公共資產監督管理局局長。

## 爭議

### 打壓民間公投
在專任個資辦主任任內，制止「澳門良心」於2014年澳門行政長官選舉期間舉辦的民間公投，以涉及公投將取得個人資料私穩，拘捕周庭希、鄭明軒等人，令民間公投的實體投票在半日內夭折，獲得賞識，由指「三級跳」由辦公室主任被拔擢為澳門首席公務員。